# Fürst von Tingry
Das französische Titel Fürst von Tingry (Prince de Tingry) wurde 1587 für François de Luxembourg geschaffen, der bereits 1576 zum Herzog von Piney ernannt worden war. Der Titel bezog sich auf den Ort Tingry im heutigen Département Pas-de-Calais.
Über die Enkelin des ersten Fürsten ging der Titel an das Haus Clermont-Tonnerre über und schließlich auf das Haus Montmorency. Der Titel erlosch 1878 mit dem 10. Fürsten.

## Fürsten von Tingry
1. François de Luxembourg († 1613), 1557 Comte de Roussy, 1581 Duc de Piney, 1587 Prince de Tingry
2. Henri de Luxembourg (* 1583, † 1616) dessen Sohn, 1613 2. Duc de Luxembourg et de Piney, Prince de Tingry
3. Marie Liesse de Luxembourg (* 1611, † 1660), dessen Tochter, 1616 Princesse de Tingry; ⚭ Henri de Lévis, 1622/31 3. Duc de Ventadour, † 1680 – Marie und Henri wählen 1628 den geistlichen Stand
4. Marguerite Charlotte de Luxembourg († 1680), deren Schwester, Duchesse de Piney-Luxembourg, Princesse de Tingry. ⚭ Charles-Henri de Clermont-Tonnerre (* 1607, † 1674)
5. Madeleine Charlotte Bonne Thérèse de Clermont-Tallard de Luxembourg, (* 1634/35, † 1701), deren Tochter, Duchesse de Piney, Princesse de Tingry; ⚭ François Henri de Montmorency (* 1628, † 1695), Comte de Bouteville, Comte de Luxe, Duc de Piney-Luxembourg
6. Charles François I. de Montmorency-Luxembourg (* 1662, † 1726), deren Sohn, Mai 1688 Duc de Beaufort, November 1689 Umwandlung des Namens der Duché de Beaufort in Duché de Beaufort-Montmorency, 1695 2. Duc de Piney-Luxembourg, Prince d’Aigremont, Prince de Tingry
7. Christian Louis de Montmorency-Luxembourg, genannt Le Chevalier de Luxembourg (* 1675, † 1746), dessen Bruder, Prince de Tingry,
8. Charles-François Christian de Montmorency-Luxembourg (* 1713, † 1787), dessen Sohn, 1765 Duc de Beaumont, Prince de Tingry
9. Anne Christian de Montmorency-Luxembourg (* 1767, † 1821), dessen Sohn, 1787 2. Duc de Beaumont, Prince de Tingry
10. Anne Edouard Louis Joseph de Montmorency-Luxembourg (* 1802, † 1878), dessen Sohn, genannt Le Duc de Montmorency-Luxembourg, 1821 3. Duc de Beaumont, Prince de Tingry